# アーミング
アーミングは、ビブラート・ユニットを使用したエレクトリックギターの奏法。ビブラート・ユニットが登場した当初は、音に軽くビブラートをかける程度の使用法に止まっていたが、ジミ・ヘンドリックスが革命的かつ強烈に大胆な使用法を披露し、アーミングの概念を大幅に変えた。現在では他の楽器では不可能な、エレクトリックギターならではの奏法として、広く定着している。エレクトリックベースでもアーミングのできる機種はあるが、エレクトリックギターほどは普及していない。

## 奏法

### アーム・ダウン
ビブラート・ユニットに付いているアームをボディに押し付ける（ダウン）ようにする。弦の張りが緩み、音程が下がる。
音程変化が大きいビブラート・ユニットを搭載したギターでは、思いきりアームダウンすることで、地鳴りのような音を出すことができる。ジミ・ヘンドリックスは大胆なアーム・ダウンにより、爆撃機が空爆を行う様子や爆弾が破裂する様子、さらには爆撃の下を逃げまどう民衆の悲鳴などまで音で再現してみせた。

### アーム・アップ
ビブラート・ユニットに付いているアームをボディ面に対し引っ張る（アップ）ようにする。弦の張りが強くなり、音程が上がる。ただし、ギターの構造上アームアップが不可能なギターもあるので、その場合は使用が制限される。
一部では、アーム・ダウンした状態から音程を元に戻す過程もアーム・アップと呼ぶ場合がある。

### アーム・ビブラート
ビブラートユニットのアームを連続して（ある程度）細かく動かし、音程を上下させる（揺らす）奏法。アーム・ダウンだけの場合、アーム・アップだけの場合、その両方向を併せて行う場合の計3種類がある。

### クリケット奏法（frequency modulation）
ピッキングして音を出した後、トレモロ・ユニット本体やアームの先端を軽く叩くことでトレモロ・ユニットを微振動させ、音程が細かく乱れるような独特の音色を得る奏法。フローティング設定の場合、ビブラート・ユニットではなくボディ本体を叩くことでも同じ効果が得られる。クリケットは、英語でコオロギの意味。この効果によって得られる音響がコオロギの声に似ていたため、この名がついた。'80年代にこの奏法を駆使したブラッド・ギルスの名をとってブラッド・ギルス奏法と呼ばれていたこともある。なお、この奏法（フレケンシー・モジュレーション）は'60年代以前から存在しており、識者の間ではフェンダー社のジャガーやジャズマスターなどが、この奏法に適していると認識されている。